# Стрельня
Стрельня (рос. Стрельня) — селище Багратіоновського району, Калінінградської області Росії. Входить до складу Гвардійського сільського поселення.
Населення — 185 осіб (2015 рік).